# Zawerecie (przystanek kolejowy)
Zawerecie (ukr. Заверіччя) – przystanek kolejowy w miejscowości Zawerecie, w rejonie sarneńskim, w obwodzie rówieńskim, na Ukrainie. Położony jest na linii Kijów – Korosteń – Sarny – Kowel.
W pobliżu przystanku znajduje się powstała jeszcze przed II wojną światową bocznica do kamieniołomu ciemnoróżowego granitu Zawerecie.